# Station Putkapel

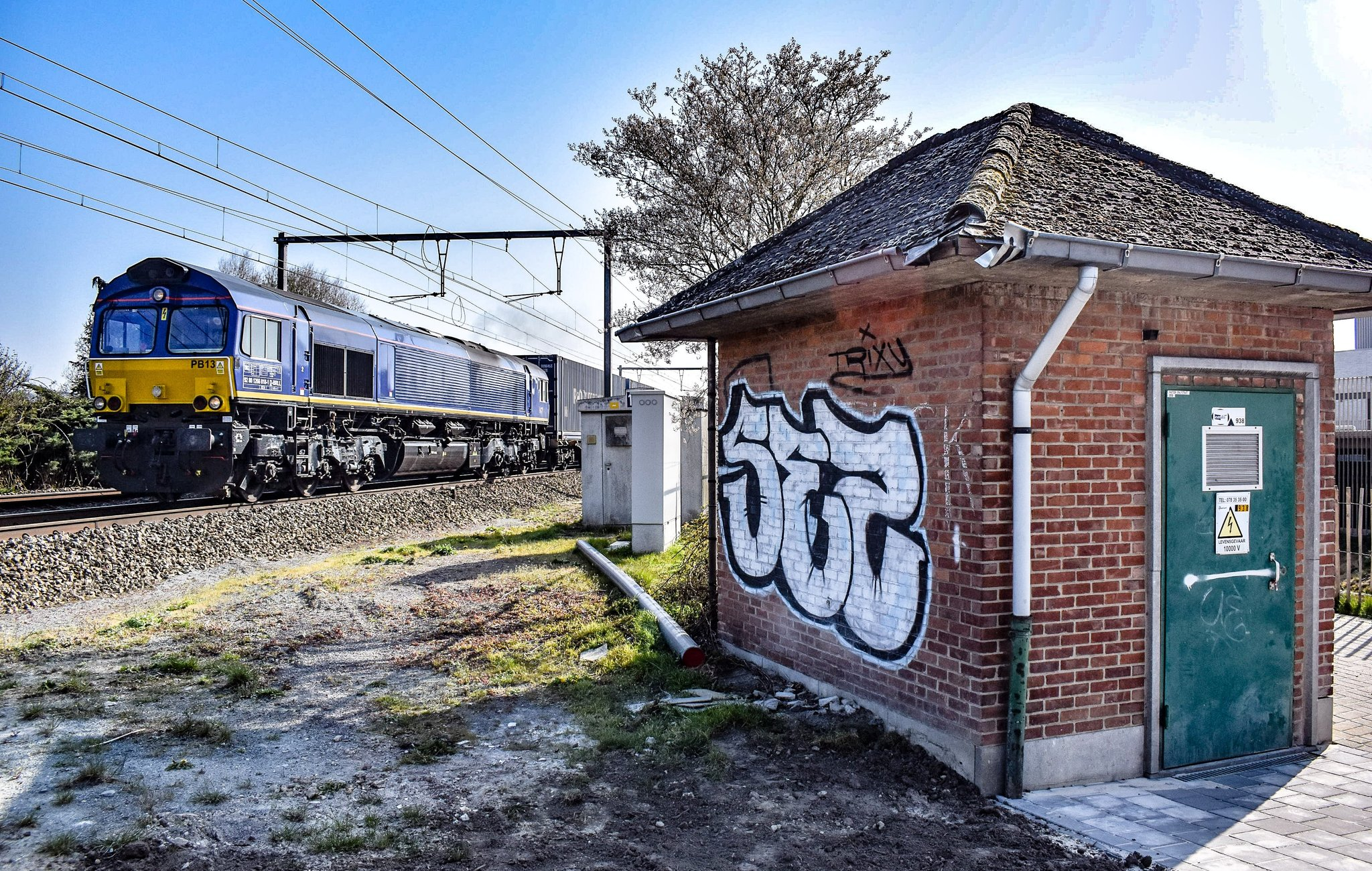
Een goederentrein passeert ter hoogte van de plaats waar het station zich bevond, tussen de Pastoor Eralystraat en de Eendebroekstraat in Wilsele-Putkapel.

Station Putkapel is een voormalige spoorweghalte in Wilsele-Putkapel, een deelgemeente van de stad Leuven, op Spoorlijn 35 (Leuven - Aarschot - Hasselt). De stopplaats lag aan de spooroverweg tussen de Pastoor Eralystraat en de Eendebroekstraat in Wilsele-Putkapel. De stopplaats wordt niet meer bediend en de perrons zijn afgebroken.

## Geschiedenis
Op 28 februari 1863 legde de maatschappij Nord de la Belgique een nieuwe spoorlijn tussen Leuven en Aarschot aan, enkele dagen later op 2 maart 1863 werd de spoorlijn Leuven - Aarschot geopend. Pas op 1 februari 1865 opende Grand Central Belge de spoorlijn Aarschot - Diest, 5 maanden later opende op 1 juli 1865 de spoorlijn Diest - Hasselt. Spoorlijn 35 was toen volledig geopend en werd op 1 januari 1897 genationaliseerd. De spoorlijn is nog altijd in gebruik door de NMBS en meet 53,8 kilometer, het station Putkapel vond plaats op 6,0 kilometer van de start in Leuven.
De stopplaats werd op 15 mei 1938 geopend, maar op 15 augustus 1940 sloten enkele stations op spoorlijn 16 en spoorlijn 35 voor de Tweede Wereldoorlog waaronder station Putkapel, de andere waren Station Lisp, Station Itegem, Station Mechelbaan, Station Broekmanstraat en Station Aurodenberg. Na de oorlog op 15 september 1944 werden alle stopplaatsen op spoorlijn 35 weer in dienst genomen behalve station Putkapel, deze halte verdween uit het spoorboekje en kwam nooit meer terug.
Heverlee ·
Leuven ·
Leuven-Vorming ·
Putkapel ·
Wakkerzeelsesteenweg ·
Wijgmaal
0,0: Leuven ·
3,8: Holsbeek ·
6,0: Putkapel ·
7,1: Rotselaar ·
9,1: Wezemaal ·
12,3: Gelrode ·
15,5: Aarschot ·
19,3: Langdorp ·
25,2: Testelt ·
28,1: Zichem ·
33,2: Diest ·
38,5: Zelem ·
41,1: Linkhout ·
43,2: Schulen ·
46,5: Spalbeek ·
48,3: Kermt-Dorp ·
49,9: Kermt-Statie ·
53,8: Hasselt